# Abtei Stürzelbronn
Die Abtei Stürzelbronn (französisch abbaye de Sturzelbronn) war eine Zisterzienserabtei in Sturzelbronn (deutsch Stürzelbronn) im Département Moselle in der Region Grand Est (bis 2015 Lothringen) in den Nordvogesen, die von 1135 bis 1791 bestand. Heute bestehen vor Ort noch geringe Baureste.

## Geschichte
Herzog Simon I. von Lothringen (1127–1139) gründete in den Wäldern östlich von Bitsch, an einer alten Römerstraße nach Weißenburg, im Jahr 1135 mit Erlaubnis des heiligen Bernhard von Clairvaux eine Zisterzienserabtei und vermachte ihr großen Landbesitz. Die Mönche kamen aus dem Kloster Maizières in Burgund, einem Tochterkloster der Primarabtei La Ferté. Nach der Überlieferung soll Bernhard von Clairvaux, der von der Lothringer Herrscherfamilie sehr verehrt wurde, am 27. Dezember 1146 selbst auf dem alten Römerweg nach Stürzelbronn gekommen sein, als er auf dem Weg in den Zweiten Kreuzzug war. Dieser war wesentlich auf seine Initiative zurückzuführen. Simons als Herzog nachfolgender Sohn Matthäus I. (1139–1176) erweiterte den Klosterbesitz noch beträchtlich. So sind die meisten der alten Hofsiedlungen im Osten des Zweibrücker Hügellandes auf Stürzelbronn zurückzuführen (Einöderwiesenhof, Stausteinerhof usw.). In den folgenden Jahrhunderten traten die Lothringer Herzöge stets als Schutzherren für das Kloster auf, auch nachdem es 1297 mit der Gründung der Grafschaft Zweibrücken-Bitsch zu diesem Territorium kam.
Das Vogteirecht des Klosters lag bei den Herren von Lichtenberg.
In einer Reihe von Dörfern im Osten des Bitscherlandes, südöstlich von Zweibrücken und südlich von Pirmasens hatte die Abtei Anspruch auf den Zehnten oder wenigstens einen Anteil davon. Im Jahr 1525 erreichte der Bauernkrieg das Gebiet der Grafen von Zweibrücken-Bitsch und damit Stürzelbronn. Das Archiv und die Bibliothek wurden vernichtet. Der weltliche Herr der Gegend, Graf Reinhard, floh zum Herzog von Lothringen. Nach der blutigen Niederschlagung des Aufstandes und dem Tod von 35.000 Bauern in Lothringen und im Elsass kehrten die Mönche nach Stürzelbronn zurück.
Als im Jahr 1570 die Grafen von Zweibrücken-Bitsch ausstarben und die weltliche Herrschaft an die protestantische Grafschaft Hanau-Lichtenberg fiel, versuchte Graf Philipp V., die Abtei und ihre Güter an sich zu ziehen. Dies führte zur Besetzung der gesamten Grafschaft Zweibrücken-Bitsch durch Lothringen im Jahr 1572 und damit auch zum Weiterbestehen des Klosters.
Im Dreißigjährigen Krieg plünderten im Jahr 1622 die marodierenden Söldner von Ernst von Mansfeld die Gegend und somit auch das Kloster. Zehn Jahre später rief Kardinal Richelieu zur Zerstörung ganz Lothringens auf. Nach Bitsch ging 1633 die Abtei Stürzelbronn vollständig in Flammen auf, nur das Pförtnerhäuschen blieb stehen. Es dauerte bis 1687, bis das Klosterleben wieder in Gang kam. Ab 1711 wurde eine neue Klosterkirche gebaut und die Mönche suchten überall ihre alten Rechte zu erneuern. So wurde mit dem in Pirmasens residierenden Landgrafen Ludwig IX. von Hessen-Darmstadt im Jahr 1749 der Grenzverlauf zwischen geistlichem und weltlichem Gut vertraglich genau geregelt und in den Gemarkungen ausgesteint. Zehntpflichtige Ländereien wurden ebenfalls mit besonderen Steinen, die neben der Jahreszahl und den Hoheitszeichen die Buchstaben GSZ tragen, ausgesteint. Noch heute sind einige dieser Grenzsteine in den Gemarkungen der heute zur Verbandsgemeinde Pirmasens-Land gehörenden Ortschaften Vinningen, Obersimten, Eppenbrunn, Trulben, Schweix, Hilst und Kröppen anzutreffen.
In der Französischen Revolution wurden die Abtei Stürzelbronn und ihre Besitzungen am 17. März 1790 zu Nationaleigentum erklärt. Zu diesem Zeitpunkt waren nur noch 9 Mönche anwesend. Hessen-Darmstadt als Erbe der Grafschaft Hanau-Lichtenberg nutzte die Gunst der Stunde und zog die in diesem Herrschaftsgebiet bestehenden Rechte der Abtei ebenfalls an sich.

## Heute
Von der einstigen Bedeutung Stürzelbronns künden nur noch wenige Ruinen und die im Bitscher Land und im Zweibrücker Hügelland vielerorts noch anzutreffenden Grenzsteine mit dem Abtsstab. Erhalten ist das rundbogige Portal, das 1987 zum Monument historique erklärt worden ist.

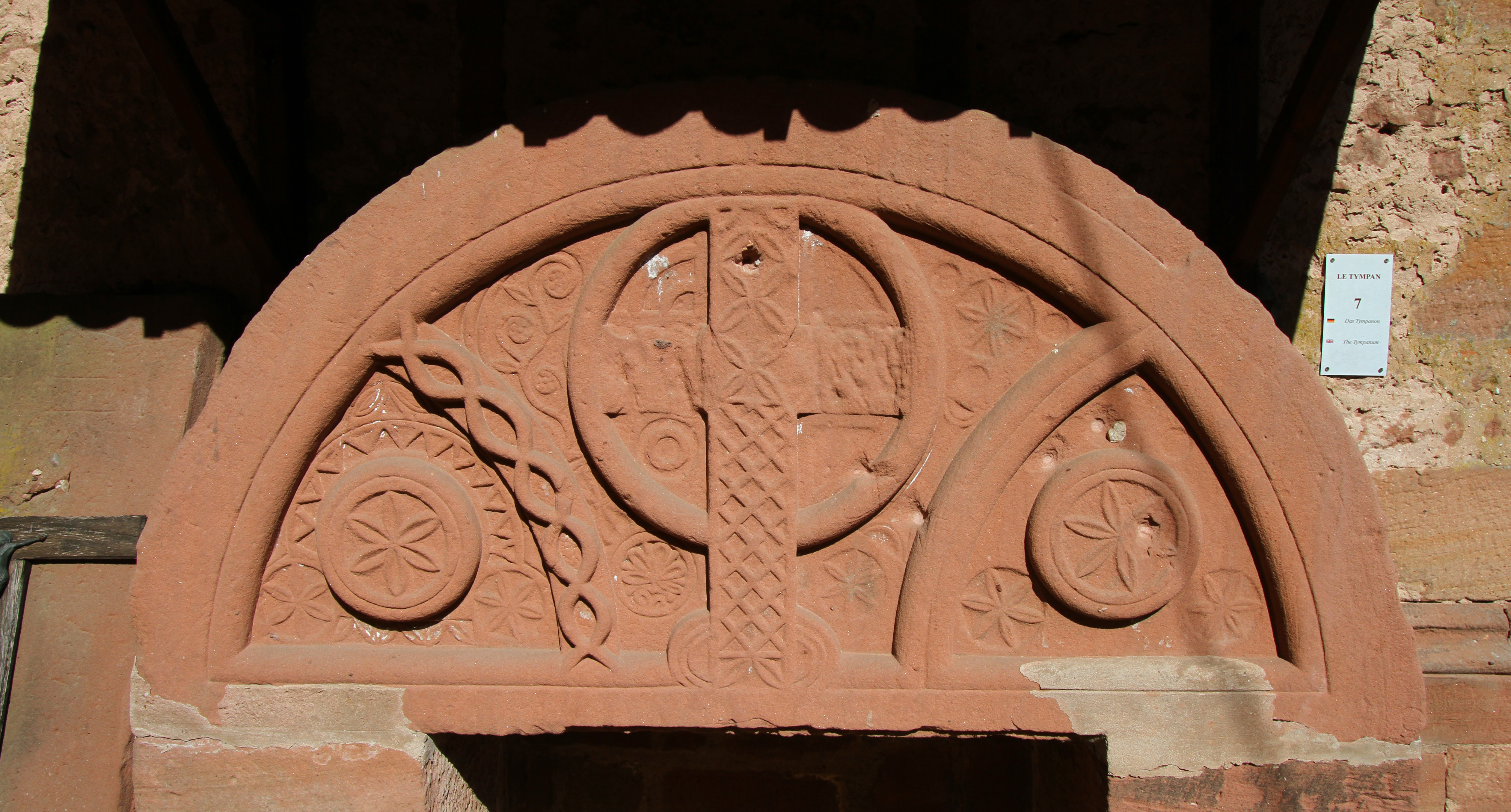
Tympanon

Gegenüber der ehemaligen Abteikirche hat der Lothringer Verein für Altertumskunde eine Tafel angebracht, die ausführlich über die verlorene Bausubstanz informiert. Das kunstgeschichtlich bedeutendste erhaltene Element ist ein Tympanon mit esoterischen Ornamenten, bei dem das Kreuz des Erlösers von Sonne, Mond, Sternen, Blüten und Symbolen der Unendlichkeit umgeben ist. Im Eingangsbereich der Pfarrkirche ist u. a. ein immerwährender Kalender zur Berechnung des Osterdatums eingemauert.
Zur Erinnerung wurde im Jahr 1935 eine Statue des hl. Bernhard aufgestellt.
Das ehemalige Inventar der Abtei wurde nach deren Aufhebung verkauft und versteigert. In vielen Kirchen der Umgebung finden sich Ausstattungsstücke aus Stürzelbronn, das Chorgestühl im Louis-seize-Stil befindet sich z. B. seit 1804 in der ehemaligen Abteikirche von Neuwiller-lès-Saverne.